# رادي دوغاليتش
رادي دوغاليتش هو لاعب كرة قدم صربي في مركز الدفاع، ولد في 5 أكتوبر 1992 في Prokuplje ‏ في صربيا. لعب مع رادنيتشكي نيش ونادي أولمبيك سراييفو ونادي أوليسيس.

## وصلات خارجية
- رادي دوغاليتش على موقع الاتحاد الأوربي (الإنجليزية)
- رادي دوغاليتش على موقع قاعدة بيانات كرة القدم.إي يو (الإنجليزية)
- رادي دوغاليتش على موقع بيانات كرة القدم. دي إي (الألمانية)
- رادي دوغاليتش على موقع Soccerbase.com (لاعب) (الإنجليزية)
- رادي دوغاليتش على موقع Soccerway.com (الإنجليزية)
- رادي دوغاليتش على موقع عالم كرة القدم.نت (الإنجليزية)